# 14564 Heasley
14564 Heasley eller 1998 BX13 är en asteroid i huvudbältet som upptäcktes den 26 januari 1998 av Spacewatch vid Kitt Peak-observatoriet. Den är uppkallad efter astronomen James N. Heasley.
Asteroiden har en diameter på ungefär 12 kilometer.